# Павло Геппнер
Павло Геппнер — (лат. Paulus Heppner або Hepner) — львівський міщанин. Міський лавник (1611—1616), райця (1616—1641) та бурмистр (1624).

В 1610 р. збудував кам'яницю на Площі Ринок, 28 (Кам'яниця Гепнерівська).

## Сім'я
Син Павла Геппнера, Франциск Домінік, та внук, Павло Домінік — міські райці та бурмистри Львова.